# 安達臣（安愉道）公共交通總站
安達臣（安愉道）公共交通總站（英語：Anderson (On Yu Road) Public Transport Terminus），為香港西貢區一個公共交通總站，位於安達臣道石礦場發展區，於2025年3月14日刊憲設立，同月30日起正式啟用。

## 歷史
為配合安達臣道石礦場發展計劃，政府於規劃時已定於石礦場北端設立公共交通總站。及後，此總站連同發展計劃於2017年中動工。
按照原定計劃，此總站於2023年啟用，但最後延至2025年3月14日才正式刊憲，並命名為「安達臣（安愉道）公共交通總站」，隨後於同月30日起啟用。
- 2025年3月30日：九龍巴士19線投入服務[5]，為首條服務此車站、乃至安達臣道石礦場發展區的巴士線。
- 2025年3月31日：過海隧道巴士600線投入服務[5]。
- 2025年4月6日：新界區專線小巴117A線投入服務，為首條服務此車站的小巴線[6]。
- 2025年8月18日：九龍巴士13線及213E線投入服務[7]。

## 總站路線資料（巴士）

### 九龍巴士13線
- 安達臣 ↔ 深水埗（欽州街）

2025年8月18日投入服務，現時途經秀茂坪、樂華邨、九龍城、旺角及大角咀。

### 九龍巴士19線
- 安達臣 ↔ 鑽石山

2025年3月30日投入服務，現時途經安泰邨、彩雲邨及牛池灣。

### 九龍巴士213E線
- 安達臣 ↔ 九龍站

2025年8月18日投入服務，現時途經寶達邨及尖沙咀。

### 過海隧道巴士600線
- 安達臣 ↔ 中環（林士街）

2025年3月31日投入服務，現時途經安達邨、寶達邨、藍田、鰂魚涌、北角、銅鑼灣、灣仔、金鐘及中環。

## 總站路線資料（專線小巴）

### 新界區專線小巴117A線
- 尚德 ↔ 安達臣道石礦場

2025年4月6日投入服務，現時途經馬游塘村、康盛花園、翠林邨、寶林邨、景林邨、厚德邨、將軍澳醫院、明德邨及富康花園。

## 車坑分佈
| 車坑分佈（由西至東） | 車坑分佈（由西至東） | 車坑分佈（由西至東）              |
| 車坑編號             | 車坑數目             | 路線                              |
| -------------------- | -------------------- | --------------------------------- |
| 1                    | 雙坑                 | 九龍巴士13、19線                  |
| 2                    | 雙坑                 | 九龍巴士213E線、過海隧道巴士600線 |
| 3                    | 雙坑                 | 專線小巴117A線                    |
| 4                    | 雙坑                 | 的士站                            |
| [ 4 ]                |                      |                                   |

## 外部連結
- 香港巴士大典上的相关条目：安達臣 (安愉道) 公共運輸交匯處